# Ultra Small Aperture Terminal

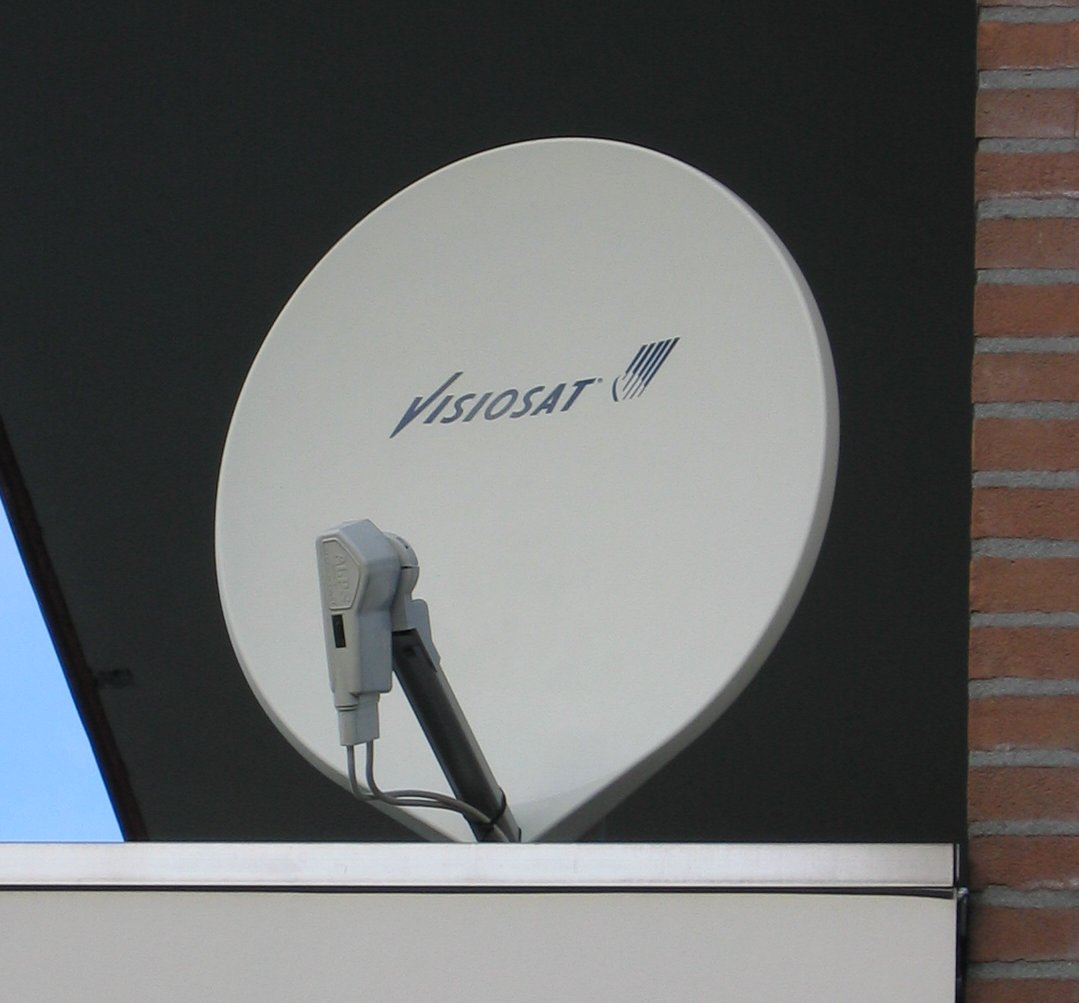
Sehr kleine Satellitenantenne für das Ku-Band.

Ein Ultra Small Aperture Terminal (USAT) ist ein Satellitenterminal mit sehr kleiner Antenne (ultra small aperture) mit einem Durchmesser von bis zu 30 Wellenlängen. Ein Beispiel für USAT sind die gängigen Satellitenrundfunkempfänger mit Antennenschüssel und Verstärker. Die größeren VSAT-Antennen sind ca. 30–100 Wellenlängen groß.
Manche Autoren unterscheiden nur zwischen den großen Small Aperture Terminals der Satelliten-Bodenstationen und den kleinen oft mobilen VSAT-Antennen.